# Gruoch
Gruoch (* 1015, † im 11. Jahrhundert) war die Tochter von Bodhe, Prinz von Schottland, und Enkelin von Kenneth III. Auf Betreiben ihres Vaters wurde Gruoch mit Gille Coemgáin, Mormaer von Moray, verheiratet. Nach 1032 heiratete sie dessen Cousin Macbeth, der 1040 König von Schottland wurde. Der Sohn aus der Verbindung mit Gille Coemgáin, Lulach, folgte seinem Stiefvater auf den Thron von Schottland.
Shakespeare adaptierte sie als Lady Macbeth für sein Drama Macbeth.